# Forreston (Texas)
Forreston è una comunità non incorporata degli Stati Uniti d'America della contea di Ellis nello Stato del Texas.

## Geografia fisica
Forreston si trova sulla U.S. Route 77 e sui binari della Missouri-Kansas-Texas Railroad, otto miglia a sud di Waxahachie nella parte centro-sud della contea di Ellis.